# Yumi Tōma
Yumi Nakagawa (jap. 中川 由美 Nakagawa Yumi; ur. 20 grudnia w 1966), bardziej znana jako Yumi Tōma (jap. 冬馬 由美 Tōma Yumi) – japońska seiyū, aktorka dubbingowa oraz piosenkarka. Dawniej związana z Aoni Production.

## Wybrane role głosowe

### Anime
- Candy Candy – Annie Brighton
- Emma – Emma
- Pokémon –
  - Seiyo Yūtō (Giselle),
  - Miniryū (Dratini),
  - Hakuryū (Dragonair),
  - Taichi (Mikey),
  - Satsuki,
  - Freezer (Articuno),
  - Eriko (Pietra),
  - Mitsuko (Caroline),
  - Kikuma (Keith),
  - Yuri (Lila)
- Sailor Moon R – Czarodziejka z Księżyca: Film kinowy – Kisenian
- Slayers: Magiczni wojownicy – Sylphiel Niels Rada

### Dubbing
- Nasze magiczne Encanto – Julieta[2]